# Operación Popeye
La Operación Popeye fue un movimiento de tropas encabezado por el Destacamento Tiradentes y comandado por el general Olímpio Mourão Filho, alias Popeye, que tuvo lugar en Juiz de Fora (Brasil) la madrugada del 31 de marzo de 1964. Su misión era llevar el destacamento hasta la capital fluminense, combinada con otra movilización simultánea del 12º Regimiento de Infantería, en dirección a Brasilia, comandado por el general Dióscoro Valee y apoyado por tres batallones de la Policía militar.
Según el historiador y periodista Helio Silva, dos días antes, el 29 de marzo de 1964 Magalhães Pinto, el mariscal Odilio Denys y Mourão Filho se habían reunido en el aeropuerto de Juiz de Fora para preparar una acción inminente. El golpe de Estado contra el presidente constitucional João Goulart, alias Jango, debería tomar por sorpresa la ciudad de Río de Janeiro, pero antes era necesario fortalecer el respaldo del movimiento golpista en Minas Gerais.
Sin embargo, Olímpio Mourão Filho, comandante de la 4ª Región Militar en Juiz de Fora (Minas Gerais), en la madrugada del 31 de marzo de 1964, lanzó de manera precipitada su destacamento hacia Río de Janeiro. La llamada "Operación Popeye" sería pues el aldabonazo para derribar el gobierno de João Goulart.

## Antecedentes
La situación política previa al golpe era compleja. Una parte importante del Ejército había mostrado su inquietud ante la deriva ideológica del presidente Jango. No solo los militares estaban contra el presidente, pues también se había granjeado la enemistad de muchos excolaboradores (expresos políticos de la época de Juscelino Kubitschek, cambio de identidades del SNI). Entre los partidos democráticos también había una batalla silenciosa, y sus detractores estaban venciendo.
Un enfrentamiento entre las llamadas tropas rebeldes y las tropas legalistas no era deseado por nadie. En la Operación Popeye, las tropas del general Mourão deberían contrarrestar el avance de las fuerzas legalistas venidas de Río de Janeiro o São Paulo en dirección a Minas Gerais o Espírito Santo.
El discurso del presidente João Goulart en la noche del 30 de marzo de 1964, en el Automóvel Club de Brasil, en Río de Janeiro, anunciando reformas inminentes para tropa y suboficiales del ejército desencadenó los acontecimientos.

## Nomenclatura
El nombre de la operación Popeye era en alusión, según toda la tropa, al hábito de fumar tabaco en cachimba del general Mourão Filho, admirador del general estadounidense Douglas MacArthur. La cachimba y MacArthur podían también hacer referencia a la flota estadounidense del Caribe, fondeada a doce millas náuticas de Vitória (Operación Brother Sam).

## Puerto de Vitória
El puerto de Vitória había sido designado estratégicamente para aprovisionar de armamento, combustible y tropas, si fuera necesario, a los conspiradores. Los refuerzos vendrían por mar, pues en la región estaba en marcha la Operación Brother Sam, compuesta por todo el poderío bélico de la Flota del Caribe estadounidense. Estaba capitaneada por el portaaviones USS Forrestal, cuatro contratorpederos y dos cruzadores que lo acompañaban. Preparados y embarcados había cerca de cinco mil marines que aguardaban órdenes. La escuadra estadounidense estaba fondeada en aquel momento a doce millas náuticas al sur del puerto de Vitória.
Según la Fundación Getúlio Vargas:
"(sic) Os golpistas somavam, por outro lado, a influência política do governador Carlos Lacerda e a importância militar de dois "estados-maiores revolucionários", que distinguiam com bastante nitidez os grupos "modernizadores" (o estado-maior de Castelo Branco, integrado por oficiais como Golbery do Couto e Silva, Ademar de Queirós e Ernesto Geisel) e "tradicionalistas" (o estado-maior chefiado por Costa e Silva, onde colaboravam os generais Siseno Sarmento e Muniz de Aragão, entre outros)...."  E, a  "...operação Popeye (deslocamento de tropas em direção ao Río de Janeiro e Brasilia) ocorrera em perfeita sincronia com a "operação silêncio" (que implicava o controle dos serviços de comunicação, das emissoras de rádio e televisão, para dissimular as etapas seguintes), e pela  operação gaiola, que consistia na prisão dos principais líderes políticos e sindicais que pudessem provocar uma reação dentro do estado de Minas".

## El papel de Estados Unidos
La reacción estadounidense al movimiento desencadenado por el general Mourão Filho fue rápida. A las 14 horas y 29 minutos del día 31 de marzo, Washington avisó al embajador de Estados Unidos en Brasil que una fuerza aérea ya había partido para dar soporte a la Operación Brother Sam. Además, la flota naval estadounidense llevaba dos petroleros, para el caso de que faltara combustible en Brasil.
Por el mismo mensaje, el embajador Lincoln Gordon supo que sus “fuerzas anti-Goulart” podrían ser complementadas por un cargamento con cerca de 110 toneladas de munición leve, incluyendo gas lacrimógeno para el control de la multitud, además de seis aviones de carga, seis aviones de guerra y seis tanques. Dependiendo del desarrollo de las operaciones, esos equipamientos desembarcarían en el plazo de 24 a 36 horas en el aeropuerto de Campinas. Una llamada telefónica de 5 minutos y ocho segundos del secretario adjunto para América Latina, Thomas Mann, confirmaba que el gobierno de EE. UU., con el presidente Lyndon Johnson a la cabeza, estaba al tanto.

## Conclusión de la Operación
La operación Popeye concluyó con éxito a las cinco horas de la tarde del día 31 de marzo de 1964, cuando el general Olímpio Mourão Filho proclamó el alzamiento contra el Gobierno y anunció el golpe de Estado. Esto sólo aconteció después que el Destacamento Tiradentes, compuesto por tres mil hombres, controlara completamente el tráfico el tráfico a través del puente del río Paraibuna. Esta quedaba en la divisa del estado de Minas Gerais con el estado de Río de Janeiro.